# Dactyladenia johnstonei
Espèce
Classification APG III (2009)
Synonymes
- Acioa johnstonei Hoyle, 1932

Statut de conservation UICN

 CR A3c : 
En danger critique
Dactyladenia johnstonei est une espèce de plantes à fleurs de la famille des Chrysobalanaceae. C'est un arbuste endémique du Cameroun.

## Description
Arbuste ou arbre de petite taille.

## Répartition
Cet arbre a été découvert en 1931 dans les collines de Bamenda près de Wum, Nkambé, et Fonfuka, et plus récemment près du Mont Koupé à 950 m d'altitude.
L'espèce est menacée par la déforestation.